# RTS Espace 2
RTS Espace 2 ist das Kulturprogramm von Radio Télévision Suisse, der öffentlich-rechtlichen Rundfunkanstalt der französischsprachigen Schweiz. Der Sender wurde 1956 gegründet und hat seinen Sitz in Lausanne. Das Motto des Programms lautet: La vie côté culture (deutsch: die kulturelle Seite des Lebens).

## Sendungen
Im Mittelpunkt des Programms stehen die klassische Musik, der Jazz (La Note bleue, JazzZ) und die Weltmusik (Zanzibar). 
RTS Espace 2 bildet insbesondere das musikalische und künstlerische Leben der Romandie ab und dokumentiert das Wirken von Schweizer Künstlern und Musikern. Hierzu arbeitet das Programm mit den wichtigsten Kulturveranstaltern in der Region zusammen. Daneben gibt es – im Zusammenhang mit Sparmassnahmen in geringerem Umfang als in früheren Jahren – Hintergrund-Beiträge und ‐Gespräche zu aktuellen und zu historischen Themen sowie zu Literatur, Theater, Bildender Kunst und zu den Geistes- und Sozialwissenschaften.

## Empfang
Gesendet wird terrestrisch über DAB+, aber auch über Kabel, Satellit und im Internet, wo ein Live-Stream und Podcasts verfügbar sind.

## Senderlogos

Bis 29. Februar 2012
Bis 15. September 2016
Bis 26. August 2024
Aktuelles Logo